# Dooagh
Dooagh (irisch Dumha Acha) ist eine kleine Ortschaft in der Grafschaft Mayo in der Republik Irland. Dooagh hat 187 Einwohner (2022).

## Lage
Dooagh liegt im Westen von Acaill, der größten irischen Insel. Die Ortschaft ist über die R319 nach Westen mit den Nachbarorten Pollagh (An Pollach) und Keel und nach Westen mit Keem Bay verbunden. Dooagh ist ein Fischerdorf am Atlantik. Der Strand von Dooagh (Dooagh Beach oder Dooagh Strand) wird regelmäßig vom Meer fortgewaschen. 

## Sehenswürdigkeiten
- Portal Tomb von Doogort West, Megalithanlage
- Corrymore House, Anwesen von Charles Cunningham Boycott, später von Robert Henri
- Gedenkstein für Don Allum (1937–1992), der im September 1987 von St. John’s in Neufundland nach Dooagh, Irland, gerudert war

## Einrichtungen
In Dooagh befindet sich die 1991 gegründete Achill Archaeological Field School, die sich im Achill Archaeology Centre befindet und als Schulungszentrum für Archäologie- und Anthropologiestudenten dient. Ausgrabungen finden insbesondere noch um den Berg Slievemore statt.

## Trivia
Einmal im Jahr, am zweiten Wochenende im Juli, findet seit 2015 der Dooagh Day statt.